# Personalinformationssystem
Ein Personalinformationssystem (kurz PIS) ist ein personenbezogenes Informationssystem, das der Erfassung, Speicherung, Verarbeitung, Pflege, Analyse, Benutzung, Verbreitung, Disposition, Übertragung und Anzeige von Informationen dient, die die Personalverwaltung betreffen. Da Personalinformationssysteme heute computergestützte Informationssysteme sind, kann die Bezeichnung PIS synonym für computergestützte PIS (CPIS) verwendet werden. Der Begriff des Human Resource Information System (HRIS) wird gleichbedeutend verwendet.
Das PIS besteht aus Hardware (Rechner oder Rechnerverbund), Datenbanken, Software, Daten und all jenen Anwendungsprogrammen, die für die Verwaltung des Personals benötigt werden.

## Bestandteile
Zu den Elementen der Personalinformationssysteme gehören unter anderem:
- Personalabrechnung, Zeitermittlung
- Stammdatenverwaltung
- Administration
- Personalberichterstattung
- Personalplanung
- Arbeitszeitermittlung

aber auch
- Technische Infrastruktur

## Architektur

### Schnittstellensicht
Grundsätzlich sollten alle Komponenten auf gemeinsamer Datenbasis miteinander verknüpft sein. Personaldaten sollten mit gebräuchlichen PC-Programmen (Text- und Tabellenverarbeitung) bearbeitet werden können. Zur Gewährleistung der Datensicherheit sollte ebenfalls eine Verbindung zu den, im Betrieb üblichen, Backupsystemen bestehen.
In Hinsicht auf die Veränderungen im Bereich „Recruiting“ und „Mitarbeiterselbstverwaltung“ sollte auch eine Verbindung zum Internet und Intranet implementiert sein (s. Abschnitt: Entwicklungstrends).

### Technik- und Datensicht
Die Bereitstellung der Informationen geschieht heutzutage weitgehend über ein PC-Netzwerk, oft mit Windows als Betriebssystem an den Arbeitsplätzen und mit einem Hauptrechner (Server) im Hintergrund. Hierbei spielen bei der Auswahl mehrere Faktoren eine Rolle:
- Verfügbarkeit von Fachpersonal
- Kenntnisse des Fachpersonals
- Wirtschaftlichkeit: Anschaffungs- und Betriebskosten, Lauf- und Antwortzeiten
- Anzahl der Nutzer und Nutzungshäufigkeit
- Datensicherheit bei Übertragung, Speicherung und Änderung
- Integration in bestehende Systeme
- Flexibilität für zukünftige Merkmale
- Benutzerfreundlichkeit (einfache Nutzung z. B. durch grafische Oberfläche)

In der Arbeitsplatzdatenbank werden die Informationen über die Arbeitsplätze, die Tätigkeitsbereiche und die Positionen gespeichert.
Eine Möglichkeit der Gliederung einer solchen Datenbank ergibt sich aus dem Angebot der gespeicherten Merkmale:
- Identifikationsmerkmale
- Stellenanforderung, Einsatzbereitschaft und Kenntnisse der Mitarbeiter, Erfahrung und Bildung (Kenntnis- und Einsatzmerkmale)
- Geistige und psychische Merkmale, Arbeits- und Gesellschaftsverhalten, Belastbarkeit, Kreativität etc.
- Physische Merkmale hinsichtlich körperlicher Beanspruchung, Körperhaltung und Umgebungseinflüsse

Optimal ist die Verwaltung von Personal- und Arbeitsplatzdatenbank organisiert, wenn beide ähnlich strukturiert sind. So lassen sich durch eine simple Gegenüberstellung die Schnittmengen herausfinden.

### Prozesssicht
Personalinformationssysteme dienen nicht nur der Verwaltung des Personales und der Arbeitsplätze, sondern sollten das Personalmanagement gerade bei den dispositiven Prozessen in den verschiedensten Bereichen unterstützen. Im Wesentlichen konzentrieren sich hierbei die Funktionen auf die Personalbedarfsermittlung, Personalbeschaffung, Personalentwicklung, Personalerhaltung und Personalfreistellung.

#### Personalbedarfsplanung
Die Personalbedarfsplanung bestimmt die personellen Kapazitäten, die zum reibungslosen Fortsetzen der betrieblichen Aufgabe notwendig ist. PIS kann hierbei die Aufgabe der Datenbeschaffung und des Abgleichens von Soll- und Ist-Zustand (Über- und Unterdeckungen bzgl. Ort, Zeit, Qualität und Quantität) übernehmen. Darüber hinaus kann PIS auch einen Profilabgleich mit der zu besetzenden Stellen mit dem vorhandenen Personal durchführen und so den Entscheidungsträgern Vorschläge liefern.

#### Personalbeschaffung
Das Ziel der Personalbeschaffung ist die Beseitigung einer personellen Unterdeckung. Diese Unterdeckung kann wiederum qualitative, quantitative, zeitliche oder örtliche Gründe haben.
Ein Personalinformationssystem kann durch entsprechende Statistiken und Berichte den Personalbestand klassifizieren und so den Rückschluss auf Qualifikationsmuster potentieller neuer Mitarbeiter zulassen. Auch hier kooperieren wieder die Personal- und Arbeitsplatzdatenbank (Schnittstelle). Auf dieser Basis können dann Stellenausschreibungen entwickelt werden, die, bei einer Verknüpfung mit dem Internet, entsprechenden Stellenbörsen oder Jobvermittlern und Headhuntern zur Verfügung gestellt werden können (siehe Entwicklungstrends).
Sendet ein Bewerber seine Unterlagen ein, so kann mit Hilfe des PIS zunächst eine Eingangsbestätigung versendet werden, das Qualifikationsprofil mit den Stellenanforderungen abgeglichen werden und als Folge dann mit dem PIS eine Einladung oder Absage geschickt werden kann. Hier wird die Verknüpfung zu Textverarbeitungssystemen mit standardisierten Bausteinen deutlich. Ebenfalls kann der Weg der Bewerbung durch das Unternehmen mit Hilfe des PIS verfolgt werden und es kann jederzeit Auskunft über den Stand der Bearbeitung gegeben werden.

#### Personalentwicklung
Die Personalentwicklung hat zur Aufgabe, die Mitarbeiter für die Bewältigung gegenwärtiger und zukünftiger Aufgaben zu qualifizieren.
Eine Katalogisierung erreichter Qualifikationen mit Hilfe des PIS ist hilfreich um bei personellen Veränderungen eine entsprechende Nachfolge ermitteln zu können. Profile von Angestellten, wie auch die von Bewerbern können so mit der zu ersetzenden Person verglichen werden. Bei Bausteinqualifikationen kann mit Hilfe des PIS dokumentiert werden auf welchen Level die Qualifikation eines einzelnen Mitarbeiters, aber auch das ganzer Arbeitsgruppen ist und welches die Nachfolgenden Qualifikationen sein werden.
Andersherum kann auch für den einzelnen Angestellten bei Interesse mit Hilfe der vorliegenden Daten eine Karriereplanung entwickelt werden, wobei durch die bestehenden Qualifikationen geeignete Positionen innerhalb des Unternehmens gefunden werden können. Ein Weiterbildungsbedarf kann ergänzend ebenfalls mit Hilfe des PIS ermittelt werden.
Ein weiterer Entwicklungstrend besteht dahingehend, dass mit der Einbindung von CAL-Systemen (Computer-Aided-Learning) und Seminarverwaltungssystemen die Mitarbeiter eigenständig ihre Entwicklung vorantreiben können und somit ihren PIS-Datensatz selbstständig erweitern.

#### Personalentwicklung mit Hilfe einer HR Scorecard
Eine Balanced Scorecard, hier HR Scorecard genannt, ermöglicht es, die Entwicklung von Mitarbeitern auf diverse Bereiche gesehen aggregiert zu betrachten.

#### Personaleinsatz
Der Personaleinsatz lässt sich mit Hilfe von PIS in der Hinsicht steuern, das unter Berücksichtigung qualitativer, quantitativer, zeitlicher und örtlicher Komponenten die optimalen Mitarbeiter den anstehenden Betriebsaufgaben zugewiesen werden können. Dieses erfordert bei einer höher frequentierten Personaleinsatzplanung auch ein Arbeitsmodell, welches die Mitarbeiter mit ihren Arbeitsbedingungen flexibel hält.
Hier kann als Beispiel die Personaleinsatzplanung eines Callcenters genannt werden: Mit Hilfe von langzeitlichen Anrufstatistiken kann der Bedarf an Telefonisten berechnet werden. Unter Berücksichtigung von persönlichen Arbeitszeiten und Zeitpräferenzen kann so ein Personaleinsatztool einen Dienstplan entwickeln. In Verbindung mit einem Gehaltsabrechnungsprogramm kann anschließend eine automatisierte Vergütung erfolgen.

#### Personalerhaltung und -freistellung
Ein grundlegendes Instrument, Mitarbeiter auch zukünftig an ein Unternehmen zu binden, ist eine gerechte Entgeltung der Arbeit. Die Personalerhaltung umfasst aber alle Maßnahmen, die notwendig sind, um vorhandene Mitarbeiter weiterhin an das Unternehmen zu binden und ihre Leistungsfähigkeit zu erhalten. Im administrativen Bereich bieten sich Möglichkeiten zur Unterstützung, z. B. bei der systematischen Arbeitsbewertung und somit der individuellen Entgeltfindung.
Der Personalfreistellung kommt zum Einsatz bei einer personellen Überdeckung in qualitativer, quantitativer, zeitlicher und/oder örtlicher Hinsicht. Die Planung lässt sich über die meisten PIS realisieren: Personalverwendungsalternativen können bestimmt, Voraussetzungen, Kosten und soziale Folgen der Alternativen ermittelt und schließlich entschieden werden.

### Funktionssicht
Das betriebliche PIS kann je nach Aufgabengebiet und Entwicklungsstand sehr unterschiedlich gestaltet sein. PIS werden mit einzelnen Modulen als offene, aufgaben- und zielorientierte Systeme entwickelt, die speziell auf die Unternehmensbedürfnisse zugeschnitten sind und auch nachträglich aktualisiert werden können.
Die personalspezifischen Aufgaben- und Fragestellung, die von einem PIS erfüllt werden müssen, teilen sich in die Hauptfelder administrativer und dispositiver Aufgaben.
Administrative Aufgaben beinhalten immer wiederkehrende Vorgänge, wie zum Beispiel:
- Monatliche Lohn- und Gehaltsabrechnung
- Personalstammdatenverwaltung
- Erzeugung von Personalstatistiken
- Speicherung personenbezogener Daten

Durch den Einsatz von PIS kommt es hier zu einer erheblichen Rationalisierung und Zeitreduzierung, sodass Informationen wesentliche schneller, aktueller und umfassender zur Verfügung gestellt werden können. Personalsachbearbeiter können sich durch Zeitersparnisse auf andere personalwirtschaftliche Aufgaben konzentrieren, wie zum Beispiel für die Betreuung von Mitarbeitern.
Dispositive Systeme unterstützen bei Entscheidung im Rahmen des Human Resource Managements. Sie unterstützen bei der Aufbereitung von Datenmaterial und liefern eine bessere Informationsgrundlage und Entscheidungshilfe für zukünftige Problembereiche der Personalplanung und -steuerung. Hierunter fallen zum Beispiel:
- Bewerberauswahl
- Aus- und Weiterbildung
- Personalentwicklung
- Vergleich von Anforderungs- und Fähigkeitsprofilen

Eine wichtige Eigenschaft, die Personalinformationssystemen unbedingt beinhalten müssen, ist die flexible Umsetzung der Software auf heutige und zukünftige fachliche Anforderungen. Man spricht hier von Funktionsmächtigkeit.
Folgende Funktionen kennzeichnen ein PIS:

#### Personalabrechnung
- Berechnung der Löhne und Gehälter
- Führung der Lohn- und Gehaltskosten
- Lohnsteuerabrechnung
- Sozialversicherung
- Pfändung und Darlehen
- Telefonabrechnung

#### Stammdatenverwaltung
- Personaldatenerfassung bei Neueinstellung
- Arbeitsvertragsdaten
- Ausbildungsdaten
- Tätigkeiten
- Bisherige Beschäftigung
- Beurteilungsdaten
- Änderungsdienste für Personalien
- Bewerberverwaltung
- Adressdaten
- Geburtsdatum

#### Administration
- Verwaltungsarbeit bei Einstellung, Entlassung, Versetzungen, Beförderungen
- Terminüberwachung
- Bescheinigungen

#### Personalberichterstattung
- Tabellenauswertung
- Erstellung interner Personalstatistiken (z. B. Altersstruktur, Fluktuationsstatistik etc.)
- Statistiken für externe Adressaten
- Kennzahlenermittlung
- Grafische Aufbereitung von Kennzahlen und Statistiken
- Meldungen an interne und externe Adressaten

#### Zeitermittlung
- Anwesenheitskontrolle
- Fehlzeitenverwaltung und -auswertung
- Urlaubsabrechnung
- Schichtpläne
- Krankenstände

#### Personalplanung
- Personalbedarfsplanung (Stellenplan)
- Personaleinsatzplanung
- Personalentwicklungsplanung
- Personalsbeschaffungs-/ -freisetzungsplanung
- Personalkostenplanung, Gehaltshochrechnung

### Benutzersicht
Zu unterscheiden ist hier zwischen aktiven Benutzern und potenziellen Adressaten. Der Kreis der Benutzer spaltet sich in Teilnehmer mit aktiv-mittelbarem Kontakt (Inanspruchnahme von Informationen, ohne das PIS direkt zu bedienen) und mit aktiv-unmittelbarem Kontakt (Inanspruchnahme und Bedienung).
Der Kreis der potenziellen Adressaten, deren Informationswünsche aus dem PIS erfüllt werden, umfasst eine wesentlich größere Gruppe als die der aktiven Teilnehmer. Innerhalb des Unternehmens werden Daten von der Personalabteilung, von Führungskräften und von Mitarbeitern benötigt.
Außerhalb des Unternehmens werden Informationen aus dem PIS von staatlichen Stellen, die statistische Daten erheben, und von der Öffentlichkeit (Aktionäre, Verbände, Presse, Gemeinde u. a.) bezogen. Aber auch Bewerber und Zeitarbeitsunternehmen greifen via Intranet und Internet auf Personalinformationen zurück.
Die Personalabteilung kann über das PIS mit vielen Stellen kommunizieren:
- Betriebsräte,
- Verbände,
- Arbeitsämter,
- Zeitarbeitsfirmen,
- Bibliotheken,
- u. v. m.

Aufgrund der hohen Sensibilität der Personaldaten ergeben sich hohe Anforderungen für die Benutzung und Zugriffsmöglichkeit seitens eines großen Benutzerkreises an die Sicherheit bei Zugriff, Speicherung und Übertragung:
- Vertraulichkeit der Personaldaten (Schutz vor unberechtigtem (mit-)Lesen),
- Integrität der Daten (Schutz vor Verfälschung),
- Authentizität des Kommunikationspartners (Schutz vor Maskerade),
- Beweis der Dateneingabe (Unleugbarkeit),
- regelmäßige Datensicherung (Schutz vor Datenverlust),
- termingerechte Vernichtung abgelaufener Daten, etwa Abmahnungen,

also allgemein die strikte Einhaltung aller datenschutzrechtlichen Vorschriften.
Hierzu müssen Kontrolle und Prävention wenigstens durch die Vergabe von restriktiven Benutzerberechtigungen und durch eine Protokollierung und Überwachung sämtlicher Vorgänge erfolgen.

### Betroffenensicht
Beim PIS ist der grundsätzliche Unterschied zu anderen Informationssystemen mit funktionalen Schwerpunkten, dass hierbei die Eigenschaften, Fähigkeiten und Verhaltensweisen von Mitarbeitern von Menschen erfasst werden. Im Grunde genommen werden lediglich personengebundene Daten, wie Steuerklasse, Adresse, Qualifikationen eingespeist, wobei auch partielle Abbildungen der individuellen Persönlichkeit eines Arbeitnehmers hinterlegt werden kann. Jedem Arbeitnehmer steht nach § 83 BetrVG die Einsichtnahme in seine Personalakte zu, auch die hinterlegten Angaben in Datenbanken zählen hierzu.

## Entwicklungstrends

### E-Recruiting
Die Mitarbeiterfindung für Unternehmen erfolgt immer häufiger via Internet. Über 80 % der Unternehmen nutzen ihre eigene Website zur Anwerbung von Personal, Online-Stellenmärkte werden regelmäßig aufgesucht um qualifiziertes Personal zu gewinnen. Im Gegensatz dazu werden klassische Werbeanzeigen in Printmedien von nur noch rund 30 % der Unternehmen geschaltet.
Vorteile:
- Reduzierte Kosten
- Globale Verbreitung (Printmedien – geringer Verbreitungsgrad)
- Längere Präsenz
- Zeitvorteil durch das Internet (24/7)
- Interaktivität (Firmeninformation, geringe Hemmschwelle)
- Vorselektierte Nutzergruppe (Internet-Kenntnisse)

E-Recruitung hat derzeit keine ausschließliche substituierende Wirkung im Personalbeschaffungsprozess. Es steht derzeit vielmehr komplementär zur traditionellen Personalbeschaffung. PIS bietet jedoch das Potential dazu, hier eine stärkere Rolle zu übernehmen.

### HR-Marketplace
Nicht nur elektronische B2B- und B2C-Märkte sind im Internet nicht mehr wegzudenken, sondern auch Märkte, die auf die Unterstützung von Business-to-Employee-Beziehungen abzielen. Im Rahmen dieser Entwicklung erweitert sich das Spektrum der Anbieter auch in Richtung HR-Portal und HR-Marketplace. So gibt es mittlerweile sogar Arbeitskräfte-Auktionen.
Die Entwicklung wird sein, dass auf den zukünftigen Marktplätzen für Dienstleistung rund um den Faktor Arbeit annähernd sämtliche Transaktionen abgewickelt werden.

### Elektronische Personalakte
Die konventionell verwaltete Personalakte wird als Papierakte geführt, die solange aufbewahrt wird, wie es die gesetzlichen Vorschriften vorsehen. Größere Unternehmen haben die Einführung der elektronischen Personalakten vorangebracht, die Verwendung von Dokumentenmanagementsystemen mit CD-ROM-Archiv und Workflow-Einbindung setzt sich zunehmend durch.
Die elektronische Personalakte speichert vielerlei Arten von Informationen:
- Bewerbungsunterlagen, Reisebelege, Arbeitsverträge, Steuerkarten, Arbeitserlaubnisse, Bescheinigungen, Schriftverkehr oder Zeugnisse gelten als sog. uncodierte Informationen.
- Lohn- und Gehaltsabrechnungen, Personalstatistiken oder Arbeitgebermeldungen an externe Stellen gelten wegen ihrer Brisanz als codierte Daten.

Dokumentenmanagementsysteme können über eine Schnittstelle an ein PIS angebunden werden. Über eine solche Programmierschnittstelle können Originaldokumente eingescannt und archivierte Dokumente gesucht und angezeigt werden. Vorteile der elektronischen Personalakte sind die schnelle Zugreifbarkeit und Kostenvorteile bei der Lagerung der Personaldaten.

### Employee Self Service
Bei Anwendung des Employee Self Service (ESS) verwalten Mitarbeiter und Vorgesetzte einen Teil ihrer Personaldaten selbst und entlasten die Personalabteilung von Routineaufgaben. Die Änderung persönlicher Daten, die Anforderung von Informationen über Schulungen oder offene Stellen, Urlaubsplanung, Reisekostenabrechnungen sowie die Möglichkeit, sich Bescheinigungen eigenständig auszudrucken, gehören zu den gängigsten Funktionen des ESS. Sensible Daten sind nicht über das ESS einsehbar. Über das Internet oder Intranet erfolgt der Zugriff über eine einfache Benutzeroberfläche vom Arbeitsplatz oder zu Hause. Nach einer automatisierten Datenprüfung kann eine Freigabe durch einen Vorgesetzten vorgeschaltet werden.

## Kritik

### Herausforderungen bei der Einführung
Die Probleme im Zusammenhang mit der Einführung neuer Technologien resultieren oft aus Spannungen zwischen verschiedenen Interessengruppen innerhalb des Unternehmens:
1. Bedenken der Mitarbeiter: Die Mitarbeiter legen großen Wert auf den Schutz ihrer Privatsphäre und persönlichen Daten. Eine verstärkte Überwachung und die Befürchtung, dass ihre Arbeit durch automatisierte Systeme ersetzt werden könnte, führen zu Unsicherheit und Widerstand. Es ist wichtig, die Bedenken und Erwartungen der Mitarbeiter ernst zu nehmen.
2. Managementperspektive: Das Management hingegen neigt dazu, technologische Innovationen positiv zu bewerten, da sie oft Effizienzgewinne und Kosteneinsparungen versprechen. Es ist jedoch wichtig sicherzustellen, dass die Einführung neuer Technologien in Einklang mit den Bedürfnissen und Erwartungen der Mitarbeiter steht.

### Rigide Stellenbesetzungspraktiken
Eine zu starre Einhaltung von Anforderungsprofilen birgt das Risiko, dass nicht unbedingt der qualifizierteste Bewerber für eine offene Position ausgewählt wird. Informationen zu Faktoren wie Lerngeschwindigkeit, Flexibilität und anderen sogenannten "Soft Skills" können in den frühen Stadien des Bewerbungsprozesses oft nicht ausreichend berücksichtigt werden, obwohl sie fachliche Defizite ausgleichen können.

### Datenüberflutung
Mit der zunehmenden Verfügbarkeit von Speicherplatz neigen Menschen dazu, weniger sorgfältig darüber nachzudenken, welche Informationen sie speichern. Die schiere Menge an gespeicherten Daten kann dazu führen, dass notwendige Informationen übersehen werden. Dies gilt insbesondere für elektronische Personalakten, bei denen alles elektronisch abrufbar ist. Die Qualität der gespeicherten Daten sollte stets berücksichtigt werden.

### „One-Size-Fits-All“-Mentalität
Die verstärkte Standardisierung und die Verwendung integrierter Gesamtlösungen können dazu führen, dass die spezifischen Geschäftsanforderungen der Kunden in den Hintergrund treten. Nachdem innovative "Insellösungen" anfängliche Fortschritte erzielt haben, besteht die Gefahr, dass Unternehmen wieder zu vorgefertigten Standardabläufen zurückkehren. Dies kann dazu führen, dass die Flexibilität in der Lösungsfindung verloren geht.
Ungenutzte Ressourcen Es wird oft davon gesprochen, die Personalverwaltung durch die Automatisierung von Aufgaben zu optimieren, um Ressourcen für strategisches Personalmanagement freizusetzen. In der Praxis werden die derzeitigen Anwendungen jedoch häufig auf Aufgaben wie Gehaltsabrechnung und Geschäftsprozessverwaltung (wie Bewerbungen und Schulungen) beschränkt. Es besteht Potenzial für eine erweiterte Nutzung im Bereich der Personalauswahl, Aus- und Weiterbildung.

### Employee Self Service ohne Nachhaltigkeit
Employee Self Service (ESS) ermöglicht es Mitarbeitern, bestimmte Aufgaben selbst zu erledigen. Allerdings müssen Organisationen darauf achten, dass ESS sinnvoll eingesetzt wird. Es ist nicht immer angemessen, dass Mitarbeiter alle Aufgaben selbst übernehmen. Ein ausgewogener Ansatz ist erforderlich, um ESS effizient und nachhaltig zu nutzen. Dies bedeutet, dass es sinnvoll ist, einige Aufgaben in die Hände der Mitarbeiter zu legen, während andere besser von spezialisierten Teams oder Abteilungen ausgeführt werden sollten. Die Anwendung von ESS sollte darauf abzielen, Prozesse effizienter zu gestalten, ohne die Datenschutzbestimmungen zu vernachlässigen.